# 박연경 (기업인)
박연경(1983년 12월 14일 ~ )은 1983년 12월 14일에 태어난 대한민국의 기업인이자 대표이다. 현재는 (주)덴탈보다 대표로 활동 중이다.

## 경력
- 2009년-2013년 동우대학교 치기공학과 시간강사, 겸임교수
- 2011년 신라대 치위생학과 시간강사
- 2015년 대구보건대 치기공학과 시간강사
- 2013년-2018년 김천대학교 치기공학과 조교수

## 활동
- 2013년 대한치과기공사협회 재무이사 (15대)
- 2017년 대한치과기공사협회 가철성치과기공학회 재무이사
- 2014년 대한치과기공사협회 치과기공기재학회 협력이사
- 2017년 미래융합교육학회 총무학술 부위원장
- 2017-2019년 Dental Technician Training Center 학술이사
- 2019-현재 한국세라믹기술원 국비지원교육 강사
- 2020년 초기창업패키지 멘토 선정
- 2020-현재 대한치과기공사협회 정책연구소 전문위원 (제27대)
- 2020-현재 대한치과기공사협회 총무이사 (제17대)
- 2020-현재 대한치과기공사협회 가철성치과기공학회 부회장
- 2020-현재 대한치과기공사협회 악안면보철기공학회 학술이사

## 수상 내역
- 2011년 공로패 (대한치과기공사협회 가철성치과기공학회)
- 2012년 공로패 (서울특별시치과기공사회)
- 2014년 공로패 (대한치과기공사협회 가철성치과기공학회)
- 2016년 공로패 (대한치과기공사협회 가철성치과기공학회)
- 2017년 재직기념패 (대한치과기공사협회 가철성치과기공학회)
- 2019년 표창장 (도쿄 DENTAL 아카데미)
- 2020년 표창장 (대한치과기공사협회 가철성치과기공학회)

## 논문 정보
- 미산성 차아염소산수의 구강미생물에 대한 항균효과 (대한구강보건학회지  2013)
- 화이버 글라스가 의치상 레진의 기계적 특성에 미치는 영향 (대한치과기공학회지 2013)
- 치기공학과 학생들의 블렌디드 러닝 흥미도와 만족도 간의 연관성 (대한치과기공학회지 2016)
- 식이습관 및 구강보건 행태와 상악 전치부 색조 관련 특성 비교 (대한치과기공학회지 2016)
- x mo1% 칼시아-안정화 지르코니아 나노분말의 수열합성 및 구조적 특성평가 (2012 한국재료학회지)
- 계면활성제 첨가에 따라 가수분해법으로 제조된 이트리아 부분 안정화 지르코니아의 합성 (2010 배재대학교 공학논문집)

## 도서 정보
- Live Build Up (대한나래출판사)
- Live Wax Up (대한나래출판사)
- 실제 악안면보철기공학 (군자출판사)

## 논문 정보
- 상표: 제 40-1644689 호
- 상표: 40-2019—117930호
- 디자인: 제 30-1077734 호
- 디자인: 제 30-1079591 호
- 특허: 10-2019-0108689

## 지식 재산권
- 상표: 제 40-1644689 호
- 상표: 40-2019—117930호
- 디자인: 제 30-1077734 호
- 디자인: 제 30-1079591 호
- 특허: 10-2019-0108689